# メッセージング
メッセージング (英: messaging) とは、データ交換および情報交換のことである。コンピュータ・システムにおいて、メッセージングと称するものは3通りある。
1. コンピュータ・ソフトウェアと人との間で行われる通信。ソフトウェアと人とのメッセージングとしては、電子メールやインスタントメッセージ、ショートメッセージなどがある。
2. コンピュータ・ソフトウェア同士で行われる通信。例としては、並列処理、オブジェクト指向プログラミング、プロセス間通信が挙げられる。
3. コンピュータ・ソフトウェアとネットワークノード間での通信。現状では2のソフトウェア同士の通信（例えばウェブブラウザとウェブサーバの関係）を、ネットワークを介して行うものが主なアプローチであるが、今後はこれらのハイブリッドまたはネットワークノード同士での通信が主流となっていくものと予想される[独自研究?]。一例をあげると、端末はネットワークに対してサービスを要求し、ネットワークは端末に対して端末が望む形でサービスを提供する、といった形態がある。サービス指向アーキテクチャ（SOA）における基盤のひとつとしての用語。以降、本項ではこれについて説明する。

## 定義
ネット上に流されるコンテンツを「メッセージ」という単位で定義する。メッセージングとはネットワーク上でメッセージを特定のノード同士でやりとりする行為をさす。このやり取りされるネットワークをメッセージングネットワークと定義する。このネットワークはIPネットワーク上に構築される仮想ネットワークであり、OSI参照モデルにおけるレイヤ7＝アプリケーション層に位置する。

## 通信プロトコルとアプライアンス
SOAアプリケーションはさまざまなデータ交換を必要とするが、そのときにデータ交換に関する一定のルールが必要となる。メッセージングネットワークはその基盤を用意するものである。そのプロトコルとして主にSOAPが用いられる。
メッセージを中継する機能を持つルータ（専用アプライアンスとも呼称できる）はメッセージ・ルータなどと呼ばれる。日本国内では2007年4月よりカナダに本拠を置くSolace Systemsのメッセージ・ルータシリーズの販売をネットワンシステムズが代理店契約により開始済。

## 参考資料
- G. Hohpe B. Woolf著　Enterprise Integration Patterns （ISBN 978-0-321-20068-6）

本項目を扱った2007年夏現在の唯一とも言える体系書である。